# Maribel Verdú
María Isabel Verdú Rollán (Madrid, 2 de octubre de 1970), conocida como Maribel Verdú, es una actriz española, ganadora de dos Premios Goya, del Premio Nacional de Cinematografía en España y del Premio Ariel en México. Aunque su carrera principalmente se ha desarrollado en España, ha trabajado con directores internacionales como Alfonso Cuarón, Guillermo del Toro y Francis Ford Coppola. Pertenece a las Academias de Cine de Hollywood, España, México y la Europea.
Ha actuado en más de setenta películas, la mayoría de ellas españolas, así como en varias series de televisión, obras teatrales y musicales. 
Ganó la Medalla de Oro al Mérito en las Bellas Artes en 2024.

## Trayectoria profesional

### Inicios
Comenzó su carrera a los trece años de edad en varios anuncios de publicidad y, posteriormente, como modelo en spots y catálogos de moda de conocidas firmas comerciales. A esta edad tuvo también su primera experiencia como actriz en la pequeña pantalla. A los quince años decidió dejar los estudios para dedicarse a la interpretación. Su formación como actriz ha sido autodidacta.

### Carrera
Su primera oportunidad en televisión la obtuvo de la mano de Vicente Aranda con tan solo trece años. Fue para interpretar a la hermana de la actriz Victoria Abril en el episodio El crimen del capitán Sánchez, de la serie de televisión La huella del crimen. Fue con la película 27 horas, de Montxo Armendáriz, donde interpretaba a una chica drogadicta, con la que empezó a destacar. Poco después vinieron películas como La estanquera de Vallecas, de Eloy de la Iglesia, y El año de las luces, de Fernando Trueba.
Según declaró ella misma, su papel en Amantes, de Vicente Aranda, marcó un antes y un después en su carrera cinematográfica y supuso su madurez como intérprete. A partir de entonces trabajó con renombrados directores españoles: José Luis Garci, en Canción de cuna; Bigas Luna, en Huevos de oro; de nuevo Trueba, en la oscarizada Belle Époque; Emilio Martínez-Lázaro, en Carreteras secundarias; Carlos Saura, en Goya en Burdeos; Gonzalo Suárez, en El portero y Oviedo Express, entre otros. En el ámbito internacional, destacó su papel protagonista en Y tu mamá también, de Alfonso Cuarón, a la que seguiría El laberinto del fauno, de Guillermo del Toro. Tras esta película, fue invitada a formar parte de la Academia de Artes y Ciencias Cinematográficas de Hollywood.
En el teatro debutó en 1988 bajo la dirección de Antonio Guirau con el personaje de Julieta en la obra Romeo y Julieta de Wiliam Shakespeare y desde entonces ha trabajado simultáneamente en cine y teatro. También ha intervenido en diversas series de televisión como Turno de oficio y Segunda enseñanza.
El actor, productor y director Ben Affleck quiso contar con Verdú para el papel de Elektra en Daredevil (2003) después de verla en Y tu mamá también, pero ella rechazó el papel.

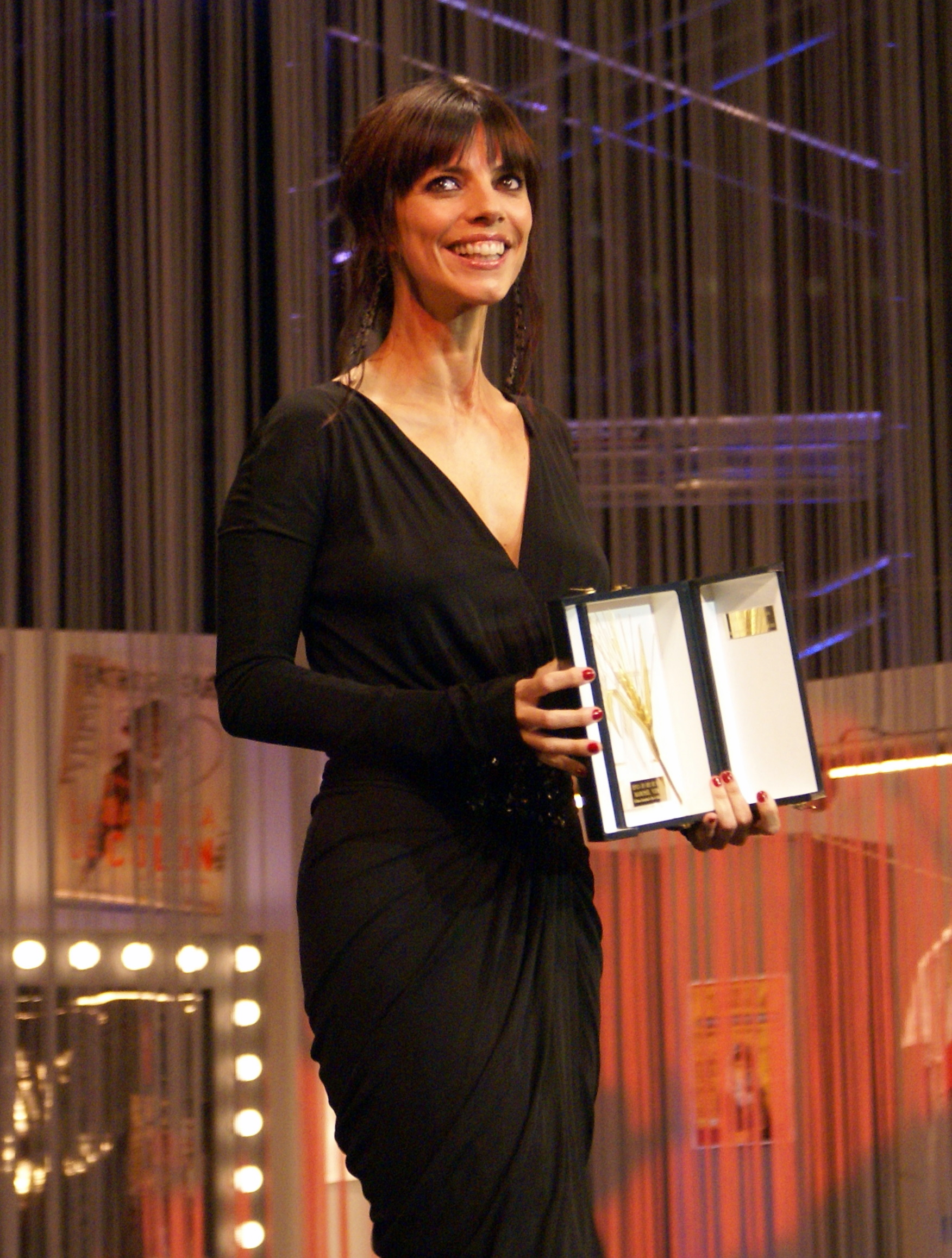
Maribel Verdú con la Espiga de Oro de la Seminci 2011

Ha hecho incursiones en otros ámbitos públicos: En 2010 en el mundo de la música, participando en el videoclip Lola soledad de Alejandro Sanz, dirigido por Gracia Querejeta; El 30 de octubre de 2014 fue una de las presentadoras de la 1.ª edición de los Premios Fénix de Cine Iberoamericano, siendo, además, protagonista de la anécdota de la noche por el apasionado beso con su colega de profesión, Daniel Giménez Cacho.
Ha participado y protagonizado película como Fin (2012) de Jorge Torregrossa; 15 años y un día (2013), nuevamente con Gracia Querejeta; Sin hijos (2015), dirigida por Ariel Winograd; Felices 140 (2015), también dirigida por Querejeta; Abracadabra (2017), en su segundo largometraje dirigido por Pablo Berger; Ola de crímenes, para Telecinco Cinema y con dirección de Querejeta; y El doble más quince, de Mikel Rueda; entre otras.
En febrero de 2019, el Ayuntamiento de Fuenlabrada bautizó al teatro del centro cívico municipal La Serna con el nombre de Teatro Maribel Verdú en su honor. En 2022 se anunció su salto a Hollywood como actriz de reparto para la película The Flash, junto a Ezra Miller, Ben Affleck y Michael Keaton. En 2023 participó en diversos largometrajes, entre ellos, Uno para todos, un thriller donde varios desconocidos son encerrados en un lugar para matarse entre ellos. Ese año también se anunció su fichaje por la serie española Élite en su séptima temporada.
El 13 de noviembre de 2024, se anuncia que presentará la Gala de los Premios Goya 2025, el 8 de febrero de 2025, en Granada, con Leonor Watling. 

#### Premios y nominaciones
Maribel Verdú ha sido nominada al Goya en once ocasiones, batiendo, con ello, récords en la historia de estos premios. Su primera nominación vino de la mano de Vicente Aranda con Amantes, sin embargo, el galardón le fue otorgado a Sílvia Munt por su interpretación en Alas de mariposa. Su siguiente nominación fue como actriz de reparto por La Celestina, de Gerardo Vera, en esta ocasión la estatuilla se la llevó la veterana Mari Carrillo por Más allá del jardín. Con La buena estrella, de Ricardo Franco, logró su tercera diana, de nuevo perdiendo frente a Cecilia Roth en Martín Hache. En 2006 logró la cuarta, con El laberinto del fauno, de Guillermo del Toro, en esta ocasión quién se llevó el galardón fue Penélope Cruz. Finalmente, en su quinta nominación, Verdú logró el premio por Siete mesas de billar francés, de Gracia Querejeta.

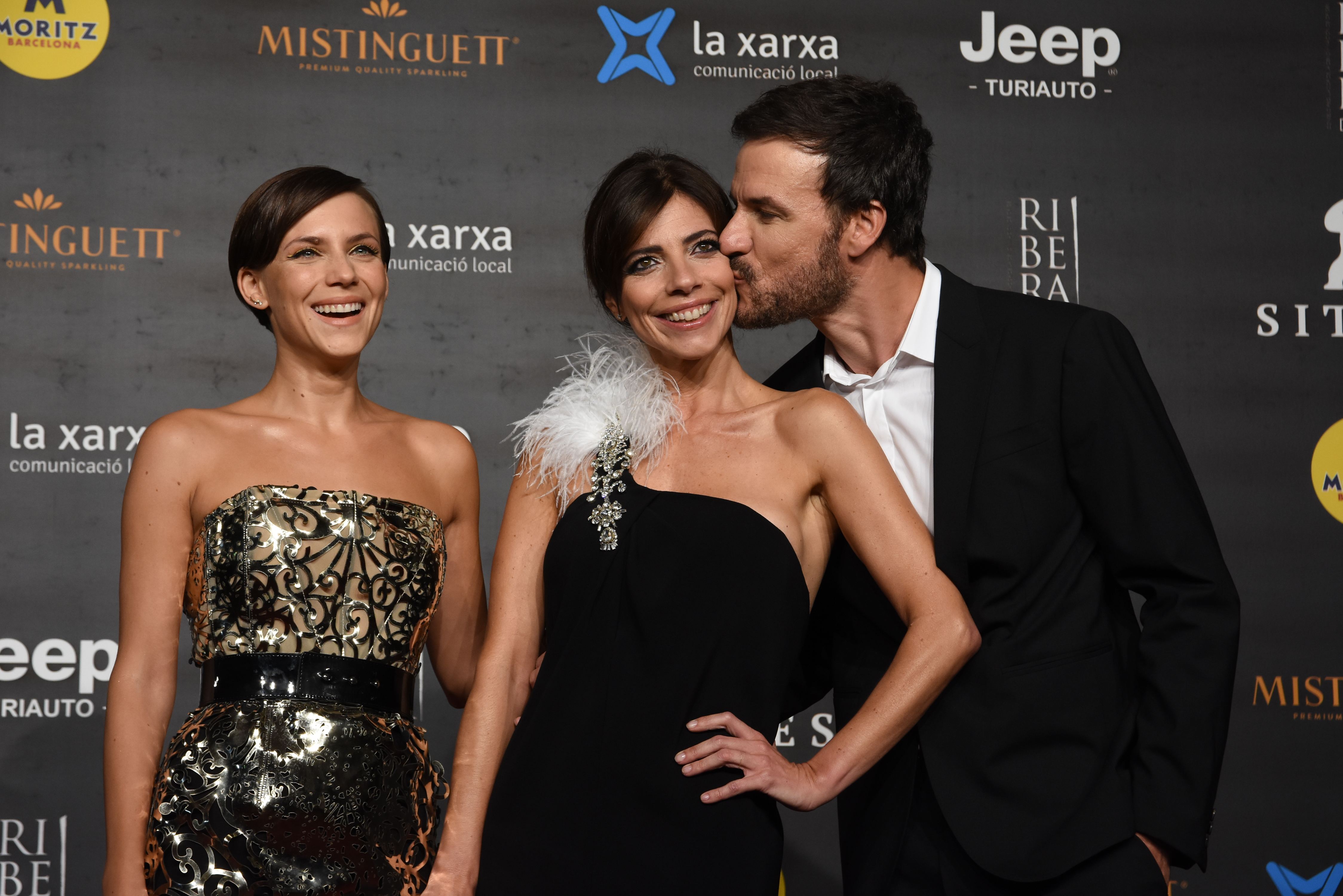
En 2019 recibió el Premio Màquina del Temps en reconocimiento a toda su trayectoria durante el Festival de Sitges

Además del Goya, Maribel Verdú posee dos premios Ondas y dos Fotogramas de Plata (de entre siete nominaciones) como mejor actriz de televisión por la serie Canguros, y como mejor actriz por Los girasoles ciegos, de José Luis Cuerda, por la que obtuvo su sexta nominación al Goya. El año siguiente repetiría nominación por la película Tetro de Francis Ford Coppola. También ha sido premiada dos veces por el Círculo de escritores cinematográficos españoles como mejor actriz, en 1998 por La buena estrella y en 2008 por Siete mesas de billar francés. En 2011, sería nominada nuevamente a los premios Goya como actriz de reparto por De tu ventana a la mía, consiguiendo por segunda vez el galardón en 2013 por Blancanieves de Pablo Berger. En 2014, obtiene una nueva nominación a dicho premio, en este caso como actriz de reparto por 15 años y un día de Gracia Querejeta, perdiendo frente a Terele Pavez por Las brujas de Zugarramurdi. En 2017 es nuevamente nominada como mejor actriz protagonista por su trabajo en la película Abracadabra, de Pablo Berger.
Maribel Verdú ha estado cerca de obtener grandes premios en festivales de cine categoría A como el de Berlín, cuando en 1991 su compañera de reparto Victoria Abril se alzaba con el Oso de Plata a la mejor actriz por Amantes. En 2007, y en San Sebastián, también vio como otra compañera protagonista de reparto, Blanca Portillo, se llevaba la Concha de Plata a la mejor actriz por Siete mesas de billar francés, quedando ella, de nuevo, sin premio aunque ganaría el Goya por esta película.
En octubre de 2008 empezó a representar la obra de teatro de Yasmina Reza Un dios salvaje, junto a Aitana Sánchez-Gijón, Pere Ponce y Antonio Molero, y que fue todo un éxito de público y crítica. En junio de 2009 estrenó la nueva película del director Francis Ford Coppola, Tetro, junto a Vincent Gallo y a Carmen Maura.
Su carrera cinematográfica se ha visto recompensada además con la Medalla de Oro de la Academia Española de Cine y con el Premio Nacional de Cinematografía, convirtiéndose en la sexta actriz que lo logra tras Carmen Maura, Rafaela Aparicio, María Luisa Ponte, Marisa Paredes y Mercedes Sampietro. Es la única actriz española que ha ganado el premio Ariel a la mejor actriz en México, por El laberinto del fauno. En 2009 recibió el Premio Luis Buñuel junto a Daniel Giménez Cacho en reconocimiento a su trayectoria, durante la segunda edición de la Muestra de Cine Español en México, celebrada entre el 26 de noviembre al 3 de diciembre.
En octubre de 2019, fue galardonada con el Premio Máquina del Tiempo en Sitges por su prolífica trayectoria cinematográfica.
A finales de diciembre de 2024 le fue otorgada la Medalla de Oro al Mérito en las Bellas Artes aprobada por el Consejo de Ministros, a propuesta del ministro de Cultura español.

## Vida personal
Nació el 2 de octubre de 1970 en la Clínica San José de la calle Cartagena de Madrid. El 2 de septiembre de 1999 se casó con Pedro Larrañaga Merlo, hijo de los actores Carlos Larrañaga y María Luisa Merlo, y hermano de los también actores Luis Merlo, Amparo Larrañaga y Kako Larrañaga.
En su círculo de amigos están actores como Jorge Sanz y José Coronado y actrices como Ariadna Gil, Aitana Sánchez Gijón, Cayetana Guillén Cuervo, Natalia Verbeke, Aura Garrido y Emma Suárez.

## Filmografía

### Cine
| Año  | Título                                 | Personaje                | Director                             |
| ---- | -------------------------------------- | ------------------------ | ------------------------------------ |
| 1986 | El orden cómico                        | Prostituta               | Álvaro Forqué                        |
| 1986 | 27 horas                               | Maite                    | Montxo Armendáriz                    |
| 1986 | El año de las luces                    | María Jesús              | Fernando Trueba                      |
| 1987 | La estanquera de Vallecas              | Ángeles                  | Eloy de la Iglesia                   |
| 1987 | El señor de los llanos                 | Ana                      | Santiago San Miguel                  |
| 1988 | El juego más divertido                 | Betty                    | Emilio Martínez-Lázaro               |
| 1988 | Barcelona Connection                   | Paloma                   | Miquel Iglesias Bonns                |
| 1988 | Sinatra                                | Natalia                  | Francesc Betriu                      |
| 1988 | Soldadito español                      | Marta Ocón Cabezuela     | Antonio Giménez-Rico                 |
| 1988 | El aire de un crimen                   | La Chiqui                | Antonio Isasi-Isasmendi              |
| 1989 | Los días del cometa                    | Aurora                   | Luis Ariño                           |
| 1989 | Badis                                  | Moira                    | Mohamed Abderrahman Tazi             |
| 1990 | Ovejas negras                          | Lola                     | José María Carreño Bermúdez          |
| 1990 | La mujer y el pelele                   | Estrella                 | Mario Camus                          |
| 1991 | Amantes                                | Trini                    | Vicente Aranda                       |
| 1991 | El sueño de Tánger                     | Viernes                  | Ricardo Franco                       |
| 1992 | Salsa rosa                             | Koro                     | Manuel Gómez Pereira                 |
| 1992 | Belle Époque                           | Rocío                    | Fernando Trueba                      |
| 1992 | El beso del sueño                      | Margot                   | Rafael Moreno Alba                   |
| 1993 | El amante bilingüe                     | Chica violín             | Vicente Aranda                       |
| 1993 | Huevos de oro                          | Claudia                  | Bigas Luna                           |
| 1993 | Tres palabras                          | María Galván / Lupe      | Antonio Giménez-Rico                 |
| 1994 | Al otro lado del túnel                 | Mariana                  | Jaime de Armiñán                     |
| 1994 | El cianuro ¿solo o con leche?          | Justina                  | José Ganga                           |
| 1994 | Canción de cuna                        | Teresa                   | José Luis Garci                      |
| 1996 | La Celestina                           | Areusa                   | Gerardo Vera                         |
| 1997 | La buena estrella                      | Marina, «La tuerta»      | Ricardo Franco                       |
| 1997 | Carreteras secundarias                 | Paquita                  | Emilio Martínez Lázaro               |
| 1998 | Frontera Sur                           | Teresa / Piera           | Gerardo Herrero                      |
| 1998 | El entusiasmo                          | Isabel                   | Ricardo Larraín                      |
| 1999 | Goya en Burdeos                        | María Teresa de Silva    | Carlos Saura                         |
| 2000 | La hora del silencio                   | María                    | Eric Barbier                         |
| 2000 | El portero                             | Manuela                  | Gonzalo Suárez                       |
| 2001 | El palo                                | Silvia                   | Eva Lesmes                           |
| 2001 | Y tu mamá también                      | Luisa Cortés             | Alfonso Cuarón                       |
| 2001 | Tuno negro                             | Arancha                  | Pedro L. Barbero y Vicente J. Martín |
| 2002 | Lisístrata                             | Lisístrata               | Francesc Bellmunt                    |
| 2003 | Tiempo de tormenta                     | Elena                    | Pedro Olea                           |
| 2003 | Las mansiones de Jericó                | Dolores O'Donell         | Alberto Sciamma                      |
| 2006 | El laberinto del fauno                 | Mercedes                 | Guillermo del Toro                   |
| 2007 | El niño de barro                       | Estela                   | Jorge Algora                         |
| 2007 | La zona                                | Mariana                  | Rodrigo Plá                          |
| 2007 | Siete mesas de billar francés          | Ángela Montero           | Gracia Querejeta                     |
| 2007 | Oviedo Express                         | Mina                     | Gonzalo Suárez                       |
| 2008 | Gente de mala calidad                  | Osiris                   | Juan Cavestany                       |
| 2008 | Los girasoles ciegos                   | Elena Vadillo            | José Luis Cuerda                     |
| 2009 | Cerca de tus ojos (documental)         | Narradora                | Elías Querejeta                      |
| 2009 | Tetro                                  | Miranda                  | Francis Ford Coppola                 |
| 2011 | 1395 días sin rojo                     | Maribel                  | Šejla Kamerić y Anri Sala            |
| 2011 | De tu ventana a la mía                 | Inés                     | Paula Ortiz                          |
| 2012 | Blancanieves                           | Encarna / La Madrastra   | Pablo Berger                         |
| 2012 | Fin                                    | Maribel                  | Jorge Torregrossa                    |
| 2012 | Como estrellas fugaces                 | Julia                    | Anna Di Francisca                    |
| 2013 | 15 años y un día                       | Margo Aguirre            | Gracia Querejeta                     |
| 2013 | Gente en sitios                        | Maribel                  | Juan Cavestany                       |
| 2014 | La vida inesperada                     | Camarera                 | Jorge Torregrossa                    |
| 2015 | Sin hijos                              | Vicky                    | Ariel Winograd                       |
| 2016 | La punta del iceberg                   | Sofía Cuevas             | David Cánovas                        |
| 2016 | El faro de las orcas                   | Lola                     | Gerardo Olivares                     |
| 2017 | Llueven vacas                          | Margarita                | Fran Arráez                          |
| 2017 | Abracadabra                            | Carmen                   | Pablo Berger                         |
| 2018 | Sin rodeos                             | Paz González             | Santiago Segura                      |
| 2018 | Ola de crímenes                        | Leyre Blanco             | Gracia Querejeta                     |
| 2018 | Superlópez                             | Ágata Muller             | Javier Ruiz Caldera                  |
| 2019 | El asesino de los caprichos            | Carmen Cobos             | Gerardo Herrero                      |
| 2019 | Historias de nuestro cine (documental) | Ella misma               | Ana Pérez Lorente y Antonio Resines  |
| 2020 | El doble más quince                    | Ana                      | Mikel Rueda                          |
| 2021 | El año de la furia                     | Emilia                   | Rafa Russo                           |
| 2022 | Historias para no contar               | Blanca                   | Cesc Gay                             |
| 2022 | Raymond and Ray                        | Lucía                    | Rodrigo García                       |
| 2023 | The Flash                              | Nora Allen               | Andy Muschietti                      |
| 2023 | Uno para morir                         | Marta Carrillo Sepúlbeda | Manolo Cardona                       |
| 2023 | Pet Shop Days                          | Karla                    | Olmo Schnabel                        |
| 2023 | Invitación a un asesinato              | Olivia Uriarte           | José Manuel Cravioto                 |
| 2023 | Familia                                | Clara                    | Rodrigo García                       |
| 2026 | Bajo tus pies                          | Priscilla                | Cristian Bernard                     |

### Cortometrajes
- Por dinero negro (2006)
- The Red Virgin (2011)
- Los sueños de Ulma (2012)
- Ultravioleta (2014)
- Caminan (2015)
- El fantasma de la Quinta[32] (2025)

### Televisión
| Año       | Título                  | Personaje             | Notas                                           |
| --------- | ----------------------- | --------------------- | ----------------------------------------------- |
| 1985      | La huella del crimen    | Manolita              | 1 episodio                                      |
| 1986      | Segunda enseñanza       | Laura Roldán          | 1 episodio                                      |
| 1986      | Turno de oficio         | Herminia              | 1 episodio                                      |
| 1987      | Vida privada            | María Luisa Lloberola | Elenco recurrente (miniserie)                   |
| 1989      | El mundo de Juan Lobón  | Encarna               | Elenco principal (miniserie)                    |
| 1990      | Los jinetes del alba    | Raquel                | Elenco principal; 5 episodios                   |
| 1991      | Historias del otro lado | Diana Kyeter          | 1 episodio                                      |
| 1992      | La grande collection    | Estrella              | 1 episodio                                      |
| 1994      | Hermanos de leche       | Alicia                | 1 episodio                                      |
| 1994–1997 | Canguros                | Alicia Valle          | Protagonista; 65 episodios                      |
| 1998      | Más que amigos          | Ella misma            | 1 episodio                                      |
| 1999      | Ellas son así           | Paula Rosales         | Elenco principal; 22 episodios                  |
| 2003      | Código fuego            | Elena Valdés          | Protagonista; 8 episodios                       |
| 2004      | Siete vidas             | Celeste               | 1 episodio                                      |
| 2010      | ¿Qué fue de Jorge Sanz? | Trini                 | 1 episodio                                      |
| 2019      | No te puedes esconder   | Laura Urrutia         | Elenco principal; 10 episodios                  |
| 2021      | Ana Tramel. El juego    | Ana Tramel Hidalgo    | Protagonista (miniserie)                        |
| 2022      | Now and Then            | Sofía Mendieta        | Elenco principal; 8 episodios                   |
| 2023–2024 | Élite                   | Carmen Silva          | Elenco principal (temporadas 7-8); 16 episodios |
| 2025      | Cuando nadie nos ve     | Lucía Gutiérrez       | Elenco principal; 8 episodios                   |
| 2025      | El problema final       | Raquel Auslander      | Elenco principal; 5 episodios                   |

## Teatro
- 1987-1988: Don Juan Tenorio, de José Zorrilla. Dir. Antonio Guirau. Como Doña Inés
- 1988: Romeo y Julieta, de William Shakespeare. Dir. Antonio Guirau. Como Julieta
- 1989: Miles gloriosus, de Plauto. Dir. José Luis Alonso de Santos
- 1992: Juego de reinas, de Carmen Romero. Dir. Gerardo Malla. Como Juana la Loca
- 1996: Después de la lluvia, de Sergi Belbel. Dir. Sergi Belbel
- 2000-2001: Te quiero... muñeca, de Ernesto Caballero. Dir. Ernesto Caballero; con Luis Merlo, Marisa Pino, Federico Celada y Aurora Sánchez. Como Nora
- 2001: Las amistades peligrosas, de Christopher Hampton. Dir. Ernesto Caballero; con Toni Cantó y Amparo Larrañaga. Como Madame de Tourvel
- 2003: Por amor al arte, de Neil LaBute. Dir. Gerardo Vera; con Juanjo Artero, Cristóbal Suárez, Beatriz Santana y Pedro Alonso. Como Martha
- 2008-2010: Un Dios salvaje, de Yasmina Reza. Dir. Tamzin Townsend; con Aitana Sánchez-Gijón, Pere Ponce y Antonio Molero. Como Annette
- 2012: Hélade, dirigida por Joan Ollé; con Concha Velasco, Lluís Homar y Josep Maria Pou.[34]
- 2012: El tipo de la tumba de al lado, de Katerina Mazetti y dirigida por Josep Maria Pou; con Antonio Molero.[35] Como Paula[36]
- 2013: Los hijos de Kennedy, con Ariadna Gil, Emma Suárez, Álex García y Fernando Cayo.[37] Como Carla[38]
- 2016 y 2019: Invencible, con Jorge Calvo, Jorge Bosch y Pilar Castro.[39] Como Emilia

## Premios y candidaturas

### Premios cinematográficos
Premios Goya
| Año  | Categoría                                  | Película                      | Personaje                | Resultado |
| ---- | ------------------------------------------ | ----------------------------- | ------------------------ | --------- |
| 1992 | Mejor interpretación femenina protagonista | Amantes                       | Trinidad                 | Nominada  |
| 1997 | Mejor interpretación femenina de reparto   | La Celestina                  | Areusa                   | Nominada  |
| 1998 | Mejor interpretación femenina protagonista | La buena estrella             | Marina, «La tuerta»      | Nominada  |
| 2007 | Mejor interpretación femenina protagonista | El laberinto del fauno        | Mercedes                 | Nominada  |
| 2008 | Mejor interpretación femenina protagonista | Siete mesas de billar francés | Ángela Montero           | Ganadora  |
| 2009 | Mejor interpretación femenina protagonista | Los girasoles ciegos          | Elena Vadillo            | Nominada  |
| 2009 | Mejor interpretación femenina protagonista | Tetro                         | Miranda                  | Nominada  |
| 2011 | Mejor interpretación femenina de reparto   | De tu ventana a la mía        | Inés                     | Nominada  |
| 2012 | Mejor interpretación femenina protagonista | Blancanieves                  | Encarna / «La madrastra» | Ganadora  |
| 2013 | Mejor interpretación femenina de reparto   | 15 años y un día              | Margo Aguirre            | Nominada  |
| 2017 | Mejor interpretación femenina protagonista | Abracadabra                   | Carmen                   | Nominada  |

Premios Ariel
| Año  | Categoría                 | Película               | Resultado |
| ---- | ------------------------- | ---------------------- | --------- |
| 2006 | Mejor actriz protagonista | El laberinto del fauno | Ganadora  |

Fotogramas de Plata
| Año  | Categoría                      | Película/Serie/Montaje                   | Resultado     |
| ---- | ------------------------------ | ---------------------------------------- | ------------- |
| 1986 | Mejor actriz de cine           | 27 horas El año de las luces             | Nominada      |
| 1987 | Mejor actriz de cine           | La estanquera de Vallecas                | Semifinalista |
| 1987 | Mejor intérprete de televisión | Vida privada                             | Semifinalista |
| 1990 | Mejor actriz de cine           | Pájaro en una tormenta                   | Nominada      |
| 1991 | Mejor actriz de cine           | Amantes                                  | Nominada      |
| 1992 | Mejor actriz de cine           | Belle Époque Salsa rosa                  | Nominada      |
| 1993 | Mejor actriz de cine           | Tres palabras                            | Semifinalista |
| 1994 | Mejor actriz de cine           | Canguros                                 | Ganadora      |
| 1997 | Mejor actriz de cine           | Carreteras secundarias La buena estrella | Nominada      |
| 2006 | Mejor actriz de cine           | El laberinto del fauno                   | Nominada      |
| 2007 | Mejor actriz de cine           | Siete mesas de billar francés            | Nominada      |
| 2008 | Mejor actriz de cine           | Los girasoles ciegos                     | Ganadora      |
| 2008 | Mejor actriz de cine           | Un dios salvaje                          | Nominada      |
| 2009 | Mejor actriz de cine           | Tetro                                    | Nominada      |
| 2012 | Mejor actriz de cine           | Blancanieves                             | Ganadora      |
| 2013 | Mejor actriz de teatro         | Los hijos de Kennedy                     | Nominada      |
| 2017 | Mejor actriz de cine           | Abracadabra                              | Nominada      |

Premios de la Unión de Actores
| Año  | Categoría                                | Película                      | Resultado |
| ---- | ---------------------------------------- | ----------------------------- | --------- |
| 2006 | Mejor actriz protagonista de cine        | El laberinto del fauno        | Nominada  |
| 2007 | Mejor actriz protagonista de cine        | Siete mesas de billar francés | Nominada  |
| 2008 | Mejor actriz protagonista de cine        | Los girasoles ciegos          | Nominada  |
| 2011 | Mejor actriz secundaria de cine          | De tu ventana a la mía        | Nominada  |
| 2012 | Mejor actriz protagonista de cine        | Blancanieves                  | Ganadora  |
| 2023 | Mejor actriz en producción internacional | The Flash                     | Ganadora  |

Medallas del Círculo de Escritores Cinematográficos
| Año  | Categoría               | Película                      | Resultado |
| ---- | ----------------------- | ----------------------------- | --------- |
| 1997 | Mejor actriz            | La buena estrella             | Ganadora  |
| 2006 | Mejor actriz            | El laberinto del fauno        | Nominada  |
| 2007 | Mejor actriz            | Siete mesas de billar francés | Ganadora  |
| 2008 | Mejor actriz            | Los girasoles ciegos          | Nominada  |
| 2009 | Mejor actriz            | Tetro                         | Nominada  |
| 2012 | Mejor actriz            | Blancanieves                  | Nominada  |
| 2013 | Mejor actriz secundaria | 15 años y un día              | Nominada  |
| 2016 | Mejor actriz            | El faro de las orcas          | Nominada  |
| 2017 | Mejor actriz            | Abracadabra                   | Nominada  |

Premios Ondas
| Año  | Categoría            | Película               | Resultado |
| ---- | -------------------- | ---------------------- | --------- |
| 1991 | Mejor interpretación | Amantes                | Ganadora  |
| 2007 | Premio Cinemanía     | El laberinto del fauno | Ganadora  |

Premios José María Forqué
| Año  | Categoría            | Película             | Resultado |
| ---- | -------------------- | -------------------- | --------- |
| 2012 | Mejor actriz         | Blancanieves         | Ganadora  |
| 2017 | Mejor actriz         | Abracadabra          | Nominada  |
| 2021 | Mejor actriz (serie) | Ana Tramel. El juego | Nominada  |

Premios ACE (Nueva York)
| Año  | Categoría    | Película     | Resultado |
| ---- | ------------ | ------------ | --------- |
| 2012 | Mejor actriz | Blancanieves | Ganadora  |

Premios Sant Jordi
| Año  | Categoría             | Película                                                              | Resultado |
| ---- | --------------------- | --------------------------------------------------------------------- | --------- |
| 2007 | Mejor actriz española | Siete mesas de billar francés La zona Oviedo Express El niño de barro | Ganadora  |

Premios Feroz
| Año  | Categoría                              | Película             | Resultado |
| ---- | -------------------------------------- | -------------------- | --------- |
| 2017 | Mejor actriz protagonista              | Abracadabra          | Nominada  |
| 2021 | Mejor actriz protagonista de una serie | Ana Tramel. El juego | Nominada  |

Premios Platino
| Año  | Categoría                     | Película    | Resultado |
| ---- | ----------------------------- | ----------- | --------- |
| 2017 | Mejor interpretación femenina | Abracadabra | Nominada  |

Premios Mestre Mateo
| Ano  | Categoría                                  | Película         | Resultado |
| ---- | ------------------------------------------ | ---------------- | --------- |
| 2007 | Mejor interpretación femenina protagonista | El niño de barro | Nominada  |

Premios Gaudí
| Año  | Categoría                   | Película     | Resultado |
| ---- | --------------------------- | ------------ | --------- |
| 2012 | Mejor protagonista femenina | Blancanieves | Nominada  |

Otros
- Premio Nacional de Cine (2009).[49] El 30 de junio de 2009 se convirtió en la sexta mujer en recibir este galardón que concede el Ministerio de Cultura tras las también actrices Carmen Maura (1988), Rafaela Aparicio (1991), María Luisa Ponte (1992), Marisa Paredes (1996) y Mercedes Sampietro (2003).
- Medalla de Oro de la Academia de las Artes y las Ciencias Cinematográficas de España (2008). El 5 de septiembre de 2008 se convirtió en la persona más joven y en la quinta mujer (después de las actrices Ana Belén, Sara Montiel, Concha Velasco y Geraldine Chaplin) que recibe este reconocimiento.[50]
- Premio Màquina del Temps en el Festival de Cine de Sitges en 2019 por su trayectoria.[51]
- Premio Zapping como mejor actriz de 2021 por su papel en Ana Tramel. El juego.[52]

### Festivales cinematográficos
Festival de Cine Iberoamericano de Huelva
| Año  | Categoría                          | Resultado |
| ---- | ---------------------------------- | --------- |
| 2007 | Premio Honorífico Ciudad de Huelva | Ganadora  |

Festival de Cine de Alicante
| Año  | Categoría                            | Resultado |
| ---- | ------------------------------------ | --------- |
| 2013 | Premio de Honor "Ciudad de Alicante" | Ganadora  |

Festival Solidario de Cine Español de Cáceres
| Año  | Categoría                                   | Película               | Resultado |
| ---- | ------------------------------------------- | ---------------------- | --------- |
| 2007 | Premio San Pancracio como Mejor actriz 2006 | El laberinto del fauno | Ganadora  |

Festival Internacional de Cine Bajo la Luna Islantilla Cinefórum
| Ano  | Categoría                                   | Película       | Resultado |
| ---- | ------------------------------------------- | -------------- | --------- |
| 2012 | Premio Luna de Islantilla a la Mejor actriz | The Red Virgin | Nominada  |
| 2017 | Premio Luna de Islantilla a la Mejor actriz | Caminan        | Nominada  |

### Premios teatrales
Premios Ercilla de Teatro
| Año  | Categoría                 | Obra             | Resultado |
| ---- | ------------------------- | ---------------- | --------- |
| 2003 | Mejor intérprete femenina | Por amor al arte | Nominada  |
| 2009 | Mejor intérprete femenina | Un dios salvaje  | Ganadora  |

Premios Teatro de Rojas
| Año  | Categoría                 | Obra             | Resultado |
| ---- | ------------------------- | ---------------- | --------- |
| 2003 | Mejor intérprete femenina | Por amor al arte | Nominada  |
| 2016 | Mejor intérprete femenina | Invencible       | Ganadora  |

Premios Chivas Telón
| Año  | Categoría                                | Resultado |
| ---- | ---------------------------------------- | --------- |
| 2005 | Iniciativa teatral (con Pedro Larrañaga) | Ganadora  |

Premios Valle Inclán de Teatro
| Ano  | Categoría                    | Obra            | Resultado |
| ---- | ---------------------------- | --------------- | --------- |
| 2008 | Mejor interpretación teatral | Un dios salvaje | Nominada  |
| 2016 | Mejor interpretación teatral | Invencible      | Nominada  |

## Reconocimientos
| Predecesor: Javier Bardem | Premio Nacional de Cinematografía 2009 | Sucesor: Álex de la Iglesia |